# Gastrochaenidae
Gastrochaenidae zijn een familie van tweekleppigen uit de superorde Imparidentia.

## Geslachten
- Cucurbitula Gould, 1861
- Dufoichaena Jousseaume in Lamy, 1925
- Eufistulana Eames, 1951
- Gastrochaena Spengler, 1783
- Lamychaena Freneix, 1979
- Rocellaria Blainville, 1828
- Spengleria Tryon, 1861
- Spenglerichaena Carter, 2011